# Furcifer belalandaensis
Furcifer belalandaensis là một loài thằn lằn trong họ Chamaeleonidae. Loài này được Brygoo & Domergue mô tả khoa học đầu tiên năm 1970.